# Castelluccio Inferiore
Castelluccio Inferiore község (comune) Olaszország Basilicata régiójában, Potenza megyében.

## Fekvése
A megye délnyugati részén fekszik. Határai: Castelluccio Superiore, Laino Borgo, Viggianello, Lauria és Latronico.

## Története
1813-ig Castelluccio Superiore része volt. 

## Népessége
A népesség számának alakulása: 

## Főbb látnivalói
- Palazzo Pescara Di Diano
- Sant’Antonio di Padova-kolostor
- San Nicola-templom
- Santa Maria delle Grazie-templom